# Pričaj mi o ljubavi
Pričaj mi o ljubavi — музичний альбом гурту Novi fosili. Виданий року лейблом Croatia Records. Загальна тривалість композицій становить 33:56. Альбом відносять до напрямку поп.

## Список пісень
1. «Pričaj mi o ljubavi» — 2:58
2. «Prijatelji zauvijek» — 3:00
3. «Rožica sem bila» — 4:11
4. «Spray» — 2:55
5. «Vuprem oči» — 3:14
6. «Vrijeme» — 2:56
7. «Nije mi svejedno» — 4:28
8. «Zaboravi» — 3:56
9. «Idemo Hrvatska» — 2:25
10. «I sad si sama» — 3:53